# ソフトショウ
ソフトショウ（ソフトしょう）は、昭和期に活躍した松竹芸能所属の音頭ショウ。
大和音頭、浪曲、漫才などの要素を取り入れた節回しで新世界新花月、神戸松竹座、角座で活躍。
1961年頃トリオ結成。当初は佳津枝、貞子、絹代でスタート、その後はメンバーの離合集散を経て1978年6月トリオを解消。最後のメンバーは佳津枝、貞子、佳子。

## メンバー
- 木下佳津枝（きのしたかずえ、1930年11月14日 - ）- 本名：木下和代。1943年に浪曲師の初代京山幸枝司の門下で京山明美を名乗り、翌年1月に堺市朝日座にて「山之内一豊の妻」で初舞台。ソフトショウ結成時に木下佳津枝を名乗る。一時浪曲に復帰し1966年には2代目京山幸枝栄を襲名したがソフトショウに戻る。京山幸枝栄の名で現在は浪曲師。節回し担当。浪曲親友協会理事。

- 境貞子（さかいさだこ、1933年2月10日 - ）- 本名：同じ。大阪府八尾市の生まれ、1947年に伯母にあたる浪曲師の岡本梅嬢の門下で岡本貞子名乗る。1948年に徳島県貞光町にて「甘酒茶屋」で初舞台。1951年曲師に転向。ソフトショウの結成時は境貞子、岡本梅の栄と改名。岡本貞子の名で現在は浪曲曲師。三味線担当。

- 田中絹代[1]（たなかきぬよ、1945年5月31日 - ）- 本名：同じ。父は隻腕の浪曲師の雲井酒[2]。結婚を機会に脱退し廃業。ギター担当。

- 堀江千代（ほりえちよ、 - ）- 本名：不明。田中絹代の脱退以後短期間加入。ギター担当。

- 速水佳子（はやみけいこ、 - ）- 本名：同じ。京はる子の門下。田中絹代の脱退以後短期間加入。

## 註
1. ↑  女優の田中絹代に容姿が似ている事から名付けられた。
2. ↑  ドサ廻り中心に活動した浪曲師。文芸浪曲の酒井雲（村田英雄の師匠）を右から書いて左から「くもい さけ」読ませる変わった名前、その為先輩にいびられたりした。当時こういった有名な芸人の名前をもじった芸名を付ける事がよくあった。例えば鼈甲斎虎丸の亀甲斎虎丸や春野百合子の春日野百合子など。